# 庄里镇 (萧县)
庄里镇，原为庄里乡，是中华人民共和国安徽省宿州市萧县下辖的一个乡镇级行政单位。2021年3月撤乡设镇。

## 行政区划
庄里镇下辖以下地区：
庄里村、高庄村、黄山村、大蔡村、城阳村、鲜沟村、陶墟村和栾庄村。